# Tomás Gubitsch
 (janvier 2013).
Tomás Gubitsch, né en 1957 à Buenos Aires en Argentine, est un compositeur, guitariste, arrangeur et chef d'orchestre franco-argentin.
Star du rock à 17 ans, dans le groupe Invisible, il vit à Paris depuis son arrivée en France en 1977.

## Biographie
Tomás Gubitsch est né en 1957 à Buenos Aires, dans une famille d’intellectuels centre-européens exilés en Argentine avant la Seconde Guerre mondiale.
Élevé dans la tradition des musiques classiques (Bach, Mozart, Beethoven, Mahler, Bartók, Stravinsky, Schönberg ou Ligeti), il trouve aussi sa musique chez les Beatles, Jimi Hendrix ou Frank Zappa.
À 10 ans, il prend la décision de devenir musicien en découvrant simultanément Sgt. Pepper's Lonely Hearts Club Band des Beatles, et Le Sacre du Printemps d'Igor Stravinsky.
En 1973, à 16 ans, il enregistre son 1er album (Cuasares, de Waldo Belloso) et signe aussitôt sur le label País. La même année, il rencontre Rodolfo Mederos (bandonéoniste post-piazzollien) qui l'invite à faire partie de son groupe de tango contemporain, Generación Cero.
En 1976, à 18 ans, il est immédiatement reconnu comme guitariste virtuose dès son intégration dans le groupe Invisible. À 19 ans, Astor Piazzolla le recrute en tant que guitariste pour sa tournée européenne en 1977, affichant complet trois semaines durant à l'Olympia (Paris),
Le journaliste et essayiste Diego Fisherman écrira 30 ans plus tard que « le parcours météorique de Gubitsch dans son pays natal aura défini un nouveau standard dans l'histoire de la guitare en Argentine » Il apparaît comme l’un des tout premiers constructeur de ponts entre l'univers du rock et celui du tango.
Cette 1re étape laisse comme témoignage trois albums issus de ses trois premières rencontres musicales :
- El jardín de los presentes (Invisible, 1976)
- De todas maneras (Rodolfo Mederos y Generación Cero, 1976)
- Olympia '77 (Ástor Piazzolla y el Octeto Electrónico, 1977)

En fin de tournée avec Piazzolla en mars 1977, le régime totalitaire qui se pérennise en Argentine conduit Tomás Gubitsch à s'installer à Paris, dès lors berceau des musiques du monde. S’ensuivent de nombreuses rencontres, et collaborations l’impliquant dans la composition et l’enregistrement d’œuvres de jazz, de tango, de musique du monde et de musique contemporaine avec, entre autres : Gustavo Beytelmann, Juan-José Mosalini, Osvaldo Caló et Jean-Paul Celea (Tango), Stéphane Grapelli, Michel Portal, Steve Lacy, Glenn Ferris, Jean-François Jenny-Clark, (Jazz), Luc Ferrari, Jean Schwarz et Michel Musseau (Musique contemporaine), Pierre Akéndéngué, Mino Cinélu, Nana Vasconcelos, Juan José Mosalini et David Dorantes (Musiques du monde).

## Carrière Solo
À partir du début des années 1980, Gubitsch se lance dans une longue série de concerts avec le pianiste Osvaldo Caló et entreprend la composition de la musique de trois albums qui forgeront sa vision personnelle du tango actuel :
- Resistiendo a la tormenta, (avec Osvaldo Caló, 1980)
- Sonata doméstica (avec O. Caló et Jean-Paul Celea, 1986)
- Contra vientos y mareas, (avec O. Caló et Jean-Paul Celea, 1989)

Il s'intéresse en parallèle aux expressions trans-disciplinaires, et commence à composer pour le théâtre, la danse et le cinéma. Dès lors investi dans de nombreuses commandes, il décide en 1990 de suspendre sa carrière de guitariste pendant huit ans, et se consacre pleinement à la composition et à la direction d'orchestre.
Dès 1998, il coécrit et coréalise des albums d'artistes de Musique actuelle (Maurane, Jean Guidoni, Nicolas Repac, Sapho…). Avec Hughes de Courson, il coréalise et cocompose aussi plusieurs albums, dont Songs of Innocence (Virgin, 1999) saluée par la presse française dont Libération
En 2004, il reprend en main sa guitare, et sa carrière solo, en signant un retour franc vers un tango des temps modernes, partageant la scène et le studio avec des musiciens excellant dans le genre argentin : Osvaldo Caló (piano), Juanjo Mosalini (bandonéon), Sébastien Couranjou (violon) et Éric Chalan (contrebasse).
En 2005, il retourne pour la première fois en Argentine, et rencontre 28 ans après, un succès inattendu à chaque concert tant du public que de la presse, qui le surnomme dedos mágicos (doigts magiques). Il réalisera par la suite deux autres tournées dans son pays (en 2006 et en 2009).
L’album et le DVD 5 (Chant du Monde/Harmonia Mundi, 2007) marie rock, tango et musique contemporaine dans l'exercice de déstructuration d'un Tango traditionnel. La presse française honore la finesse et l'intensité de son jeu, ainsi que l'inventivité de ses compositions. En Argentine, il « rentre » dans l'encyclopédie La historia del Tango (Ediciones Corregidor).
En 2011, avec la création de sa propre structure de production TG&Co, il impose son style irrévérencieux dans la composition de son nouvel album Ítaca, et dans la première partie de sa nouvelle création en septuor intitulée Le Tango d’Ulysse présentée le 5 janvier 2012 au Théâtre de la Ville (Paris)- (Mise en scène: Laurent Gachet).
La deuxième partie de ce triptyque, "Todos los sueños, el sueño" est présenté en 2014, et la troisième, "Le tango d'Ulysse III" en 2016, toujours au Théâtre de la Ville. Ces deux spectacles ont été mis en scène par Katia Hernandez. 
Télérama décerne les ffff pour ce nouvel album « Charnel, virtuose, insolent, iconoclaste et futuriste : le tango de Tomás Gubitsch, entre jazz, rock et classique, est tout cela à la fois. »
Son « équipe » de musiciens se compose de Juanjo Mosalini (bandonéon), Eric Chalan (contrebasse), Gerardo Jerez le Cam (piano), David Gubitsch (électro-libre), Iacob Maciuca (violon), Marc Desmons (alto) et Lionel Allemand (violoncelle).
Il fait également partie du trio "Surel, Segal & Gubitsch" depuis l'année 2014.  
Tomás Gubitsch réalise des actions socio-culturelles, comme récemment à Romainville tout au long de l'année 2012,,, et à Massy en 2010

## Compositeur et Chef d’Orchestre

### Direction d'Orchestre et réalisations
À travers ses activités d'arrangeur et de compositeur, Tomás Gubitsch rencontre les solistes de l'Opéra de Paris, l'Orchestre de Bretagne, l'Orchestre de Rouen, l'Orchestre National de Sofia, New Japan Philharmonic Orchestra, l'Orchestre Philharmonique de Liège, Chamber Orchestra Musica Vitae (Suède).
Parmi les œuvres composées pour diverses formations de chambre, ainsi que pour orchestre, citons :
- Diálogos - Commande de l'État (Concerto pour Trio et Orchestre, avec l'Orchestre de Bretagne, créé au « Quartz » de Brest, puis présenté au Casino de Paris en 1991)
- Concerto pour quatre Contrebasses et Ensemble (Commande de l'État)
- Une série de pièces de musique de chambre incluant le saxophone : Igen, ...And yet, Clair-obscur, Des bords déments, Pour mémoire, Distances (concerto pour saxophone soprano et orchestre), Monodrame, triptyque en 5 mouvements. Et plus si affinités, etc. - (dont plusieurs commandes de Claude Georgel et du CNR de Nancy)
- Au lieu-dit, la mi-temps - une pièce dont le principe d'écriture est que la composition musicale et dansée structurent simultanément la chorégraphie - conçu avec Didier Silhol et créée à La Biennale de la Danse du Val-de-Marne
- Cacerolazo Concerto, pour bandonéon, guitare et quintette à cordes (création mondial au Rheinisches Musikfest)
- Preludio para la siesta de un fauno (revisited) — création 2009 à Villa Ocampo, Buenos Aires
- Ecos de la ciudad herida (double concerto pour guitare électrique, bandonéon et orchestre) — création 2010 à Liège, Belgique
- In a tango state of mind (concerto pour accordéon et orchestre à  cordes) — création 2011 à Växjö, Suède
- Tres nada tristes tigres (pour le trio K/D/M, 2012)
- Cinq pièces pour guitare éclectique et orchestre (Orchestre de Pau Pays de Béarn (OPPB), 2024)

Son œuvre Sans Cesse, opéra-ballet conçu avec la collaboration du chorégraphe Didier Silhol, mérite un chapitre à part. Créé en 1996 à L'Espal (Le Mans) avec une cinquantaine de chômeurs et RMIstes dans les rôles principaux, le spectacle réunit 100 personnes sur scène dont l’ensemble de l'Orchestre de Basse-Normandie dirigé par Dominique Debart, le Quatuor Cenoman et Sax 4, des solistes venus de l'univers du jazz-rock, et l’ensemble de cuivres de l'ENM du Mans.
L'album Sans cesse - Suite… est sorti en 1997 chez le label Pan Music

### Musique pour l'audiovisuel
Tomás Gubitsch collabore avec plusieurs réalisateurs (Jean-Pierre Igoux, Sébastien Grall, Marco Pauly, Nicolas Herdt, etc.) et compose plusieurs B. O. pour la télévision française - FR2, FR3 et ARTE - Mélissol (série), L'affaire Martial, Le Petit parisien (Prix de la « Meilleure Musique » du Festival de la Fiction Française, 2002), Retiens-moi, La boîte à images, La vie à mains nues, Louis Page - Silence, on tue, Les vagues, Tango (deux épisodes), Surveillance, etc.

## Discographie sélective[21]
- El jardin de los presentes / Invisible, 1976, CBS[22]
- De todas maneras / Rodolfo Mederos y Generación Cero, 1977, Trova
- Astor Piazzolla - Olympia'77 / A. Piazzolla et son Ensemble, 1977, Polydor[23]
- Lágrima / Lágrima (1978, Hexagone)
- Tango Rojo / Tiempo Argentino (1979, Hexagone)
- Resistiendo a la tormenta / Gubitsch-Caló (1980, IDA)
- Sonata Doméstica / T. Gubitsch (1986 IDA)
- Contra vientos y mareas / Tomás Gubitsch Trio (1988, Pan Music)
- Canto & Sokoa Tanz / Jean Schwarz, Michel Portal, Alexandre Ouzounoff, Jean-François Jenny-Clark, Mino Cinélu et T. Gubitsch (1991/93, Célia Records)
- Sans cesse - Suite / Tomás Gubitsch (l'Ensemble de Basse-Normandie et solistes) (1997, Pan Music)
- Songs of innocence (avec Hugues de Courson, 1999, Virgin Music)
- 5 (2007, Chant du Monde)
- Itaca (2012, TG & Co)
- Camara pop / "Surel, Segal & Gubitsch" (2019, Zamora productions)

## Récompenses
- 2002 : Meilleure musique pour Un petit Parisien au Festival de la fiction TV de Saint-Tropez[24]